# Neowadotes casabito
Neowadotes casabito là một chi nhện đơn loài trong họ Agelenidae. Chúng được G. Alayón G. mô tả đầu tiên vào năm 1995, và chỉ được tìm thấy ở vùng Hispaniola.